# Quercus falcata
Quercus falcata är en bokväxtart som beskrevs av André Michaux. Quercus falcata ingår i släktet ekar, och familjen bokväxter. Inga underarter finns listade.

## Bildgalleri

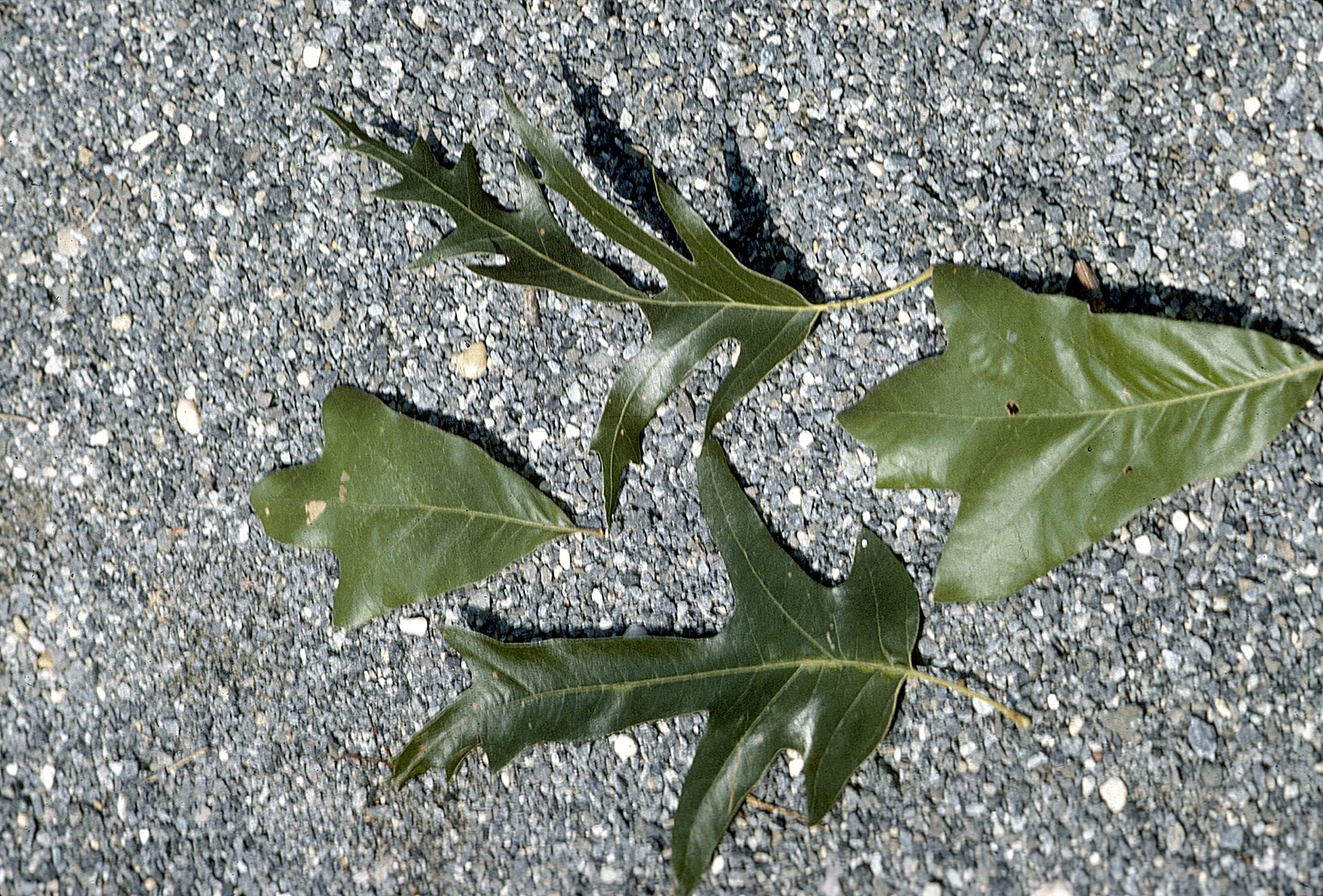
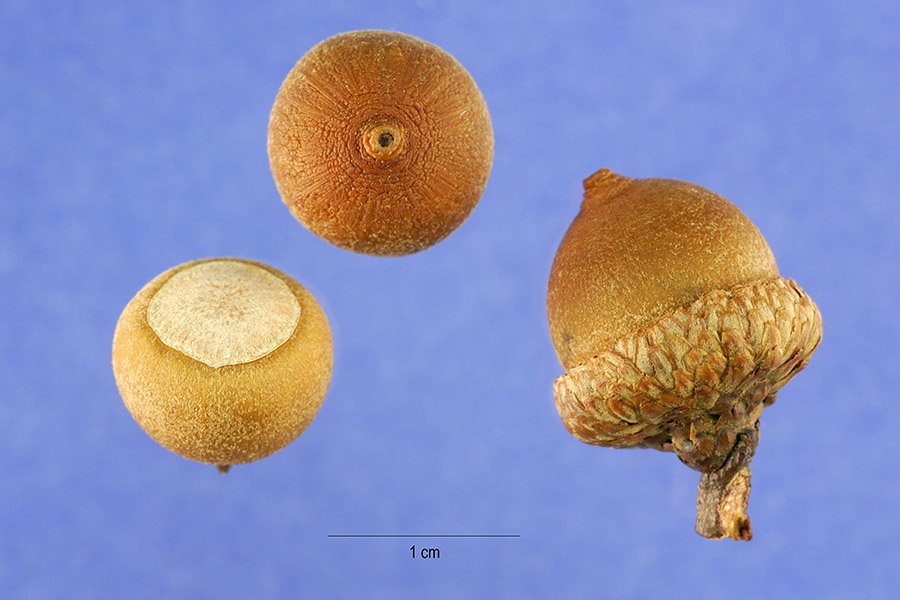
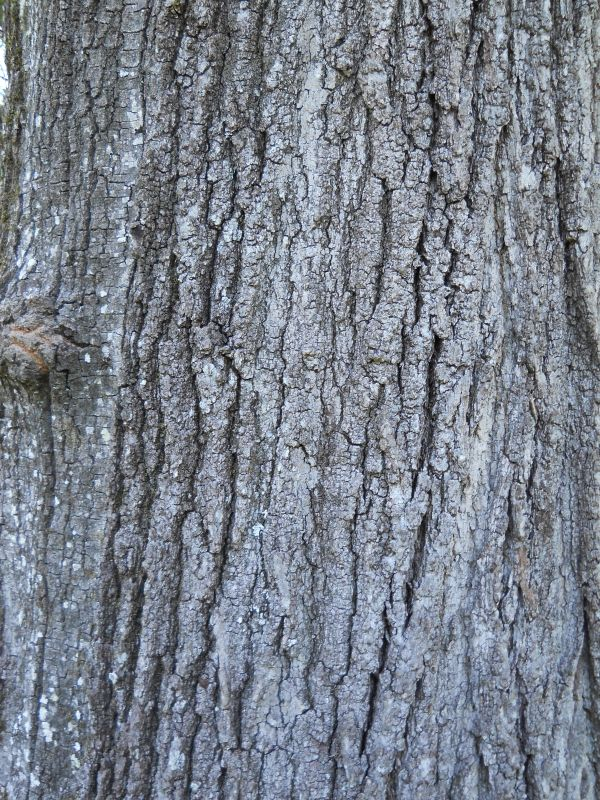
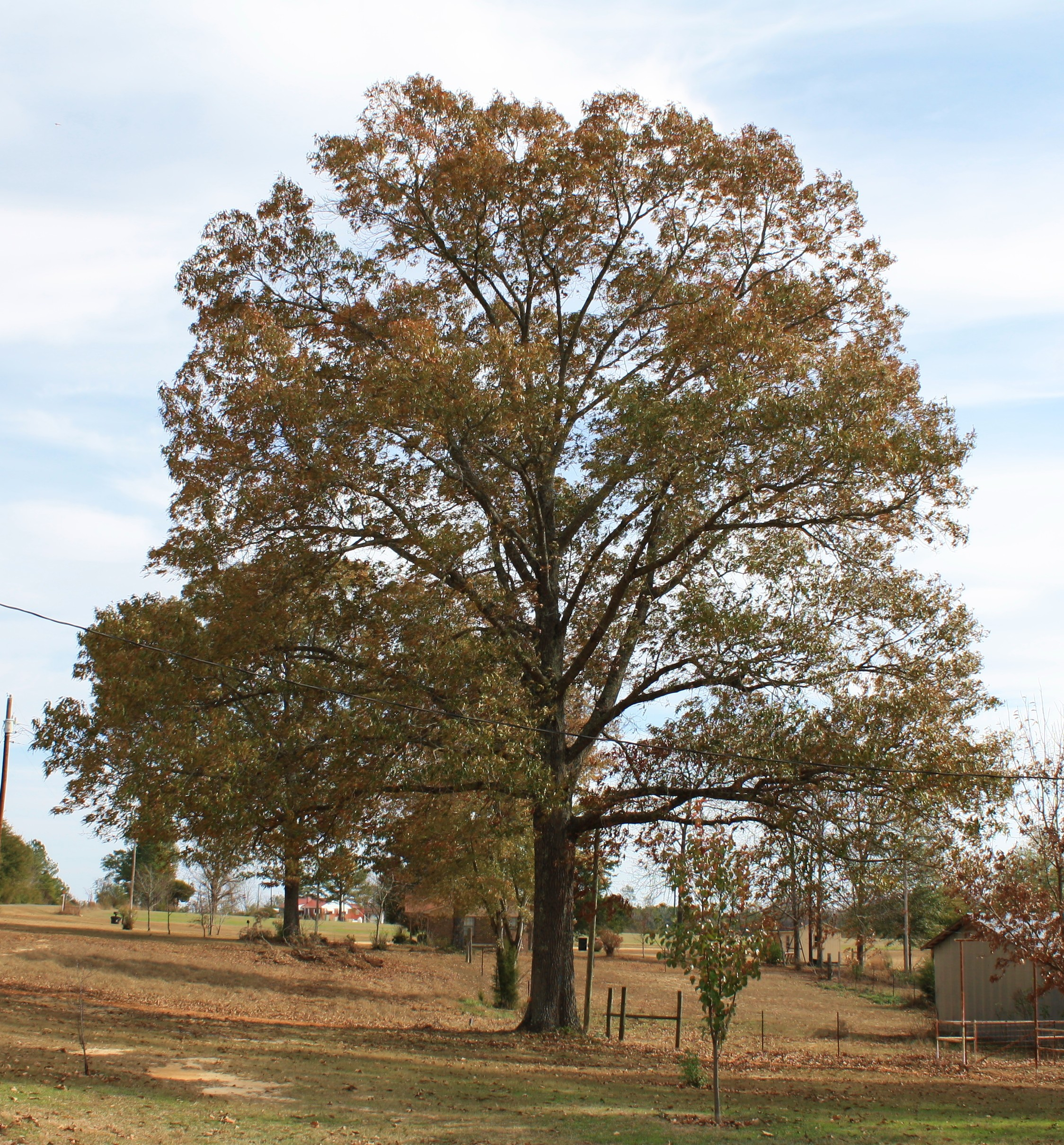
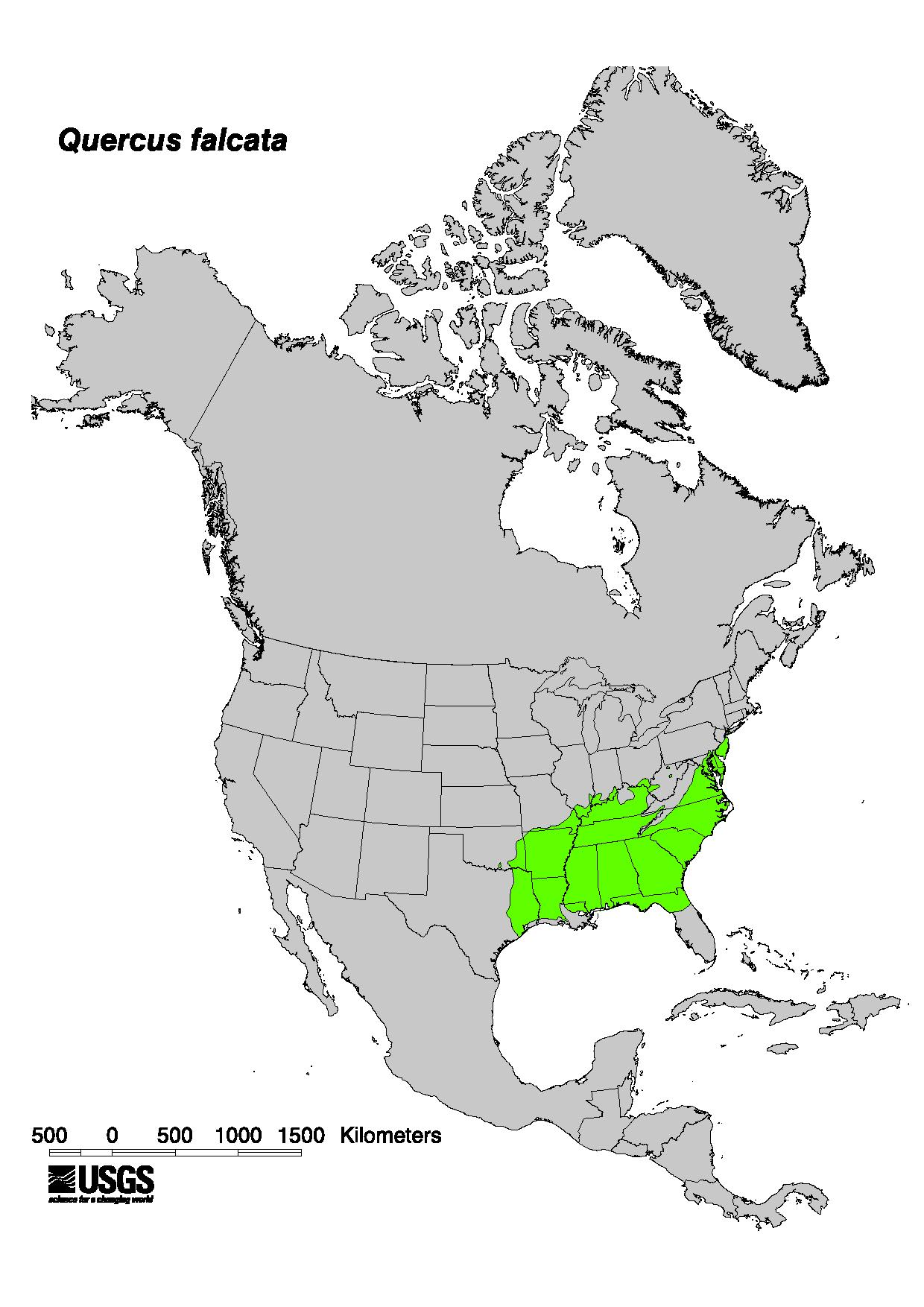
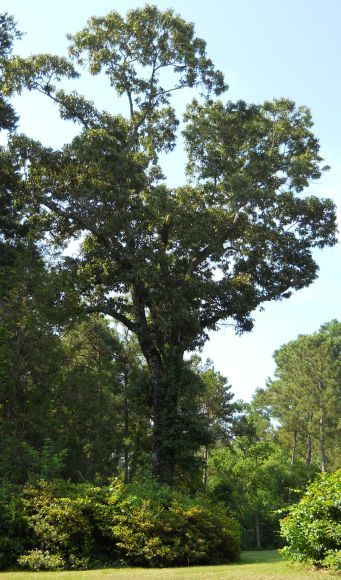